# Phaeogenes epinotiae
Phaeogenes epinotiae är en stekelart som beskrevs av Joseph Augustine Cushman 1935. Phaeogenes epinotiae ingår i släktet Phaeogenes och familjen brokparasitsteklar. Inga underarter finns listade i Catalogue of Life.